# Grünes Tälchen/Kirschberg
Das Flächennaturdenkmal Grünes Tälchen/Kirschberg befindet sich in den Freitaler Stadtteilen Wurgwitz und Pesterwitz. Es umfasst das vom Hammerbach ausgebildete „Grüne Tälchen“ südlich von Kohlsdorf sowie den rund 230 Meter hohen Kirschberg östlich von Wurgwitz.

## Beschreibung
Das Flächennaturdenkmal erstreckt sich auf einer Fläche von 5,4 Hektar in der Gemarkung Kohlsdorf zwischen Pesterwitzer und Zöllmener Straße östlich des vom Hammbach gespeisten Hammerteichs. Die Ostgrenze des Schutzgebiets befindet sich zum Teil bereits auf Pesterwitzer Fluren. Die südliche Grenze des Flächennaturdenkmals ist der Verbindungsweg zwischen der Kohlsdorfer Straße und dem Wohngebiet Gustav-Klimpel-Straße in Zauckerode.
Das Gebiet wird in seinem südlichen Teil vom aus dem Hammerteich kommenden Unterlauf des Hammerbachs durchflossen. Östlich des Hammerteichs erhebt sich der Kirschberg, der nach Osten und Richtung Pesterwitz flach ausläuft. Verbindungswege bestehen zwischen Zöllmener und Pesterwitzer Straße entlang des Hammerteichs sowie von der Kohlsdorfer Straße ausgehend zur Pennricher Straße. Östlich dieses Wegs befinden sich Obstbaumkulturen, deren Höhlenbäume etwa Lebensraum des Juchtenkäfers sind. In der äußersten südöstlichen Ecke des Grünen Tälchens befindet sich mit der Grenzeiche ein weiteres Naturdenkmal.
Das Grüne Tälchen und der Kirschberg wurden per Verordnung des Landkreises Freital vom 4. Mai 1994 zum Flächennaturdenkmal erklärt. Es ist als Freitaler Naturdenkmal von der zuständigen Naturschutzbehörde unter der Registriernummer WRK 082 erfasst. Auf das Grüne Tälchen nimmt der Straßenname Am Grünen Tälchen in einer in den 1990er Jahren errichteten Wohnsiedlung südöstlich des Flächennaturdenkmals Bezug.